# Enuar Salgado
Enuar Iván Salgado Vega (Olanchito, Yoro, 25 de junio de 1991) es un futbolista hondureño. Juega de Mediocampista y su actual equipo es el Real Sociedad de la Liga Nacional de Honduras.

## Trayectoria
Se inició en los clubes amateur-regionales Independiente y Broncos. A inicios de 2013 es adquirido por el Club Deportivo Real Sociedad de la Liga Nacional de Honduras. Ese año consiguió ser dos veces
subcampeón del fútbol hondureño, tras haber perdido su equipo dos finales consecutivas ante Olimpia y Real España. Su debut con Real Sociedad en primera división se dio el 22 de febrero de 2014, en el empate 0-0  de su equipo ante el Victoria en La Ceiba.

## Clubes
| Club          | País     | Año             |
| ------------- | -------- | --------------- |
| Real Sociedad | Honduras | 2013 - Presente |